# Hybomitra tatarica
Hybomitra tatarica är en tvåvingeart som först beskrevs av Josef Aloizievitsch Portschinsky 1887.  Hybomitra tatarica ingår i släktet Hybomitra och familjen bromsar. Inga underarter finns listade i Catalogue of Life.